# Treptowers
Il Treptowers è un complesso di costruzioni composto da 4 edifici, di cui uno con un caratteristico grattacielo, localizzato nel quartiere Alt-Treptow di Berlino, in Germania. Completato nel 1998, il complesso si trova sul fiume Sprea.
Il complesso Treptowers è composto da quattro edifici ed è il risultato di un concorso di architettura indetto nel 1993 e vinto dall'architetto Gerhard Spangenberg.
Gli edifici sono stati costruiti sul sito di un ex complesso di fabbrica di elettrodomestici, costruito nel 1926 dalla AEG. Dopo la seconda guerra mondiale, l'impianto fu espropriato dalla VEB Elektro-Apparate-Werke Berlin-Treptow, una società statale nella Repubblica Democratica Tedesca, e la produzione continuò fino al 1995.
Gli edifici hanno una pianta quadrata con una facciata in acciaio e vetro; con la sua altezza di 125 metri, Treptowers è l'edificio per uffici più alto di Berlino e all'altezza del Park Inn.

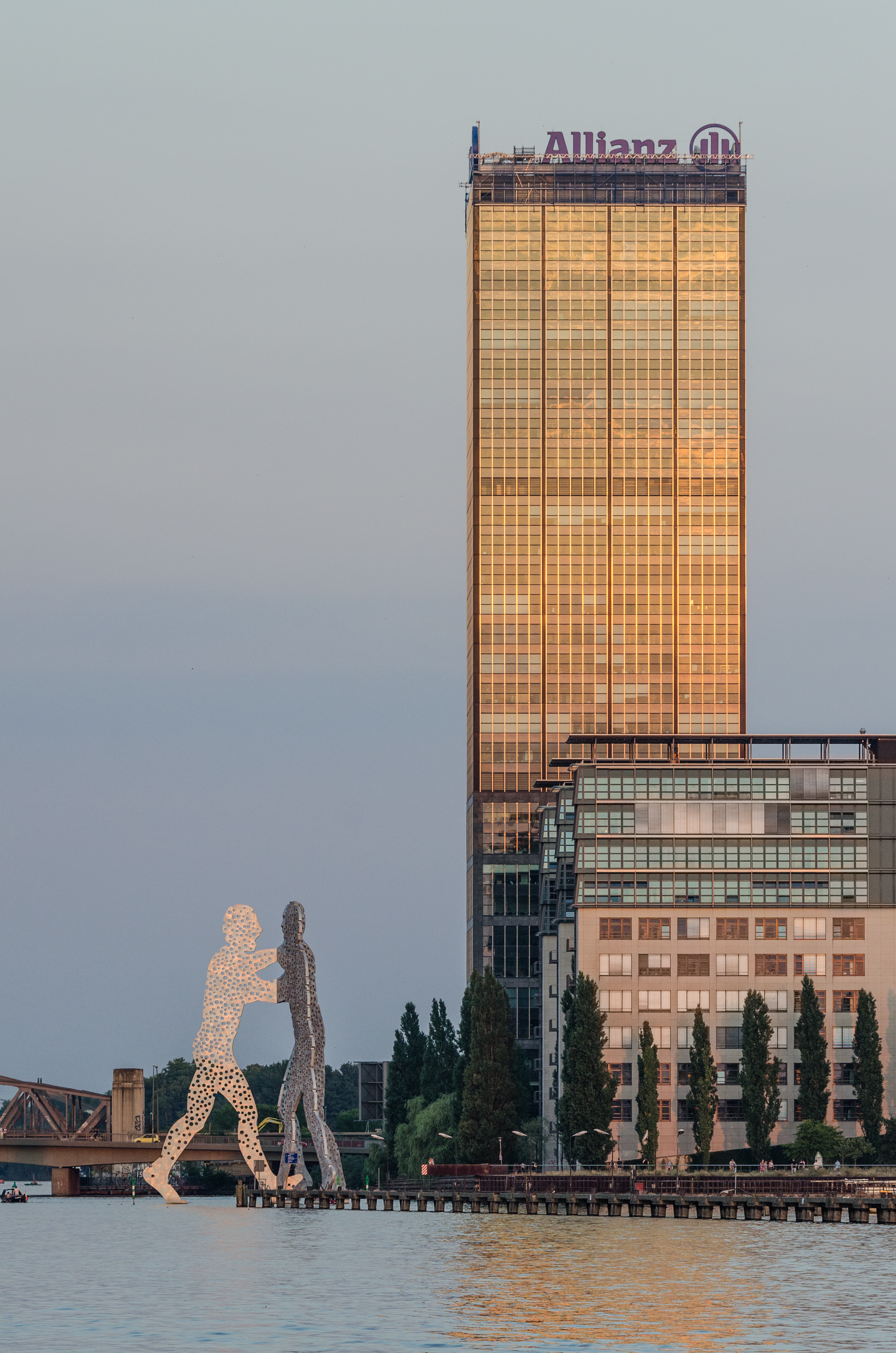
A sinistra la scultura Molecule Man con a destra la torre del Treptowers

Annesso al complesso, vi è la scultura Molecule Man di Jonathan Borofsky; alta 30 metri, si trova di fronte a Treptowers vicino alla riva del fiume Spree. Le tre figure della scultura rappresentano i tre distretti berlinesi di Treptow, Kreuzberg e Friedrichshain. Treptowers ospita anche un'esposizione permanente di 500 opere di artisti contemporanei e l'ufficio federale della polizia criminale tedesca.